# آوچالا
آوچالا (به لاتین: Avchala) یک منطقهٔ مسکونی در گرجستان است که در تفلیس واقع شده‌است.